# 克諾珀斯湖
77°33′S 161°32′E / 77.550°S 161.533°E
克諾珀斯湖（Lake Canopus），是南極洲的湖泊，位於維多利亞地，處於萬塔湖南岸，海拔高度65米，由威靈頓維多利亞大學探險隊命名，現時由南極條約體系管理。